# Lens
Lens je grad na sjeverozapadu Francuske u departmanu Pas-de-Calais. Lens je grad s velikim brojem govornika Pikardijskog jezika. Sam grad je prema popisu iz 2012. imao preko 32.000 stanovnika, dok s područjem cijele komune ima oko 250.000 stanovnika. Lens i Douai zajedno tvore višegradsko područje Douai-Lens u kojem živi preko pola milijuna stanovnika. Grad je povezan s francuskom TGV mrežom vrlo brzih vlakova, što je uvjetovuje njegov gospodarski rast kao jako željezničko prometno čvorište.
U gradu djeuje i nogometni klub RC Lens, koji se natječe u francuskoj Ligue 1. Klupski stadion, Stade Bollaert-Delelis, bio je domaćin nekoliko utakmica Svjetskog nogometnog prvenstva 1998. te će biti domaćin na Europskom nogometnom prvenstvu 2016.

## Vanjske poveznice
- (fr.) Službene stranice grada, okruga i komune